# Lucilo Varejão
José Lucilo Ramos Varejão (Recife, 22 de fevereiro de 1892 - 27 de novembro de 1965) foi um jornalista, cronista, romancista, teatrólogo e contista brasileiro.
Suas peças teatrais foram representadas no Brasil e no exterior no início do Século XX.
Publicou contos em periódicos, como A Novella Semanal.
Foi professor de francês no Ginásio Pernambucano.
Escreveu para os seguintes periódicos recifenses:
- A Província
- Diario de Pernambuco
- Jornal do Commercio
- Diário da Noite

Foi funcionário público da Companhia de Correios e Telégrafos.

## Acadêmico
Ocupou, em 1931, a cadeira 9 da Academia Pernambucana de Letras, vaga com o falecimento do historiador Pereira da Costa.
Após alguns anos de sua posse, ausentou-se do convívio dos demais agremiados, e por isso foi declarado sócio ausente, de acordo com os estatutos da Academia, sendo declarada vaga a cadeira.
Em 15 de outubro de 1965, o acadêmico Luiz Delgado propôs sua reintegração, passando Lucilo a ocupar a cadeira 2, vaga desde 1962, com o falecimento de João Aureliano Correia de Araújo. No entanto, Lucilo Varejão faleceu 43 dias depois, antes de sua segunda posse na Academia. Essa cadeira foi, então ocupada por seu filho Lucilo Varejão Filho, eleito em 16 de agosto de 1966.

## Patrono
Foi tomado como patrono da cadeira 27 da Academia Serratalhadense de Letras, em Serra Talhada, Pernambuco, tendo como titular Luiz Carlos da Silva Aquino - Carlos Silva, também teatrólogo, poeta e romacista.
O Conselho Municipal de Cultura do Recife instituiu o Prêmio Lucilo Varejão para livro ganhador de concurso literário.

## Livros publicados
A partir da década de 1920, quando publicou seu primeiro romance, foi considerado pela crítica pernambucana como um dos principais ficcionistas pernambucanos.
Publicou os seguintes livros:
Romances
- O destino de Escolástica (1920)[nota 1]
- De que morreu João Feital (1923)[nota 2]
- O lobo e a ovelha (1935)[nota 1]
- Passo errado (1946)[nota 1]
- Visitação do amor (1958)[nota 2]
- Sonata a quatro mãos (com acompanhamento) (1962)[nota 2]

Contos
- Má sina (1921)[6]
- A mulher do próximo (1924)
- Teia dos desejos (1924)
- Adão (1924)[6]
- Boa gente (1925)
- Baile das máscaras

Teatro
- Muralhas de Jericó[6]
- Beco das almas[6]
- Nossos filhos
- Casa de São Gonçalo[6]
- O homem das invenções[6]

Crônicas
- Paisagem e figura (1956)

Trilogias
- Romances Olindenses
- Romances Recifenses.[2][7]